# Martin Max
Martin Max (ur. 7 sierpnia 1968 w Tarnowskich Górach) – niemiecki piłkarz występujący na pozycji napastnika.

## Kariera klubowa
Martin Max jako junior trenował w bytomskim klubie Rodło Górniki. Następnie przeprowadził się do Niemiec, gdzie w 1989 roku rozpoczynał zawodową karierę w Borussii Mönchengladbach. W debiutanckim sezonie rozegrał dla niej jedenaście spotkań w Bundeslidze, natomiast w kolejnych ligowych rozgrywkach wywalczył już sobie miejsce w podstawowej jedenastce. W Mönchengladbach Max grał do 1995 roku, wtedy też wywalczył Puchar Niemiec. Po zakończeniu sezonu podpisał kontrakt z FC Schalke 04. W nowym klubie stworzył duet napastników z Holendrem Yourim Mulderem, a w ataku Schalke grywał również Amerykanin David Wagner. W rozgrywkach 1995/1996 niemiecki gracz strzelił w lidze jedenaście goli, a w rozgrywkach 1996/1997 zdobył dwanaście bramek. Wtedy też razem z drużyną zdobył Puchar UEFA, natomiast w dwóch kolejnych sezonach ligowych Max prezentował już słabszą skuteczność. Latem 1999 roku napastnik ten przeniósł się do TSV 1860 Monachium i już w sezonie 1999/2000 zaliczając dziewiętnaście trafień w 32 meczach został królem strzelców Bundesligi. Sukces ten Niemiec powtórzył także podczas rozgrywek 2001/2002, kiedy to w 28 pojedynkach strzelił osiemnaście goli, tyle samo co Márcio Amoroso. Sezon 2003/2004 Max spędził w Hansie Rostock. Zdobył dla niej 20 bramek w 33 ligowych spotkaniach, po czym zakończył piłkarską karierę.

### Statystyki klubowe
| Klub                     | Sezon              | Liga               | Liga  | Liga   | Puchar kraju | Puchar kraju | Europa | Europa | Puchar ligi | Puchar ligi | Suma  | Suma   |
| Klub                     | Sezon              | Liga               | Mecze | Bramki | Mecze        | Bramki       | Mecze  | Bramki | Mecze       | Bramki      | Mecze | Bramki |
| ------------------------ | ------------------ | ------------------ | ----- | ------ | ------------ | ------------ | ------ | ------ | ----------- | ----------- | ----- | ------ |
| Borussia Mönchengladbach | 1989/1990          | Bundesliga         | 11    | 0      | 1            | 0            | –      | –      | –           | –           | 12    | 0      |
| Borussia Mönchengladbach | 1990/1991          | Bundesliga         | 30    | 7      | –            | –            | –      | –      | –           | –           | 30    | 7      |
| Borussia Mönchengladbach | 1991/1992          | Bundesliga         | 36    | 4      | 6            | 2            | –      | –      | –           | –           | 42    | 6      |
| Borussia Mönchengladbach | 1992/1993          | Bundesliga         | 21    | 3      | 1            | 0            | –      | –      | –           | –           | 22    | 3      |
| Borussia Mönchengladbach | 1993/1994          | Bundesliga         | 24    | 8      | 1            | 0            | –      | –      | –           | –           | 25    | 8      |
| Borussia Mönchengladbach | 1994/1995          | Bundesliga         | 20    | 0      | 1            | 0            | –      | –      | –           | –           | 21    | 0      |
| Borussia Mönchengladbach | Ogólnie            | Ogólnie            | 142   | 22     | 10           | 2            | 0      | 0      | 0           | 0           | 152   | 24     |
| FC Schalke 04            | 1995/1996          | Bundesliga         | 32    | 11     | 2            | 0            | –      | –      | –           | –           | 34    | 11     |
| FC Schalke 04            | 1996/1997          | Bundesliga         | 30    | 12     | 2            | 1            | 10     | 3      | –           | –           | 42    | 16     |
| FC Schalke 04            | 1997/1998          | Bundesliga         | 19    | 4      | –            | –            | 6      | 1      | –           | –           | 25    | 5      |
| FC Schalke 04            | 1998/1999          | Bundesliga         | 28    | 6      | 1            | 1            | 2      | 0      | 1           | 0           | 32    | 7      |
| FC Schalke 04            | Ogólnie            | Ogólnie            | 109   | 33     | 5            | 2            | 18     | 4      | 1           | 0           | 133   | 39     |
| TSV 1860 Monachium       | 1999/2000          | Bundesliga         | 32    | 19     | 2            | 2            | –      | –      | –           | –           | 34    | 21     |
| TSV 1860 Monachium       | 2000/2001          | Bundesliga         | 31    | 8      | 3            | 2            | 7      | 3      | –           | –           | 41    | 13     |
| TSV 1860 Monachium       | 2001/2002          | Bundesliga         | 28    | 18     | 4            | 3            | 6      | 4      | –           | –           | 38    | 25     |
| TSV 1860 Monachium       | 2002/2003          | Bundesliga         | 21    | 6      | 2            | 5            | 2      | 0      | –           | –           | 25    | 11     |
| TSV 1860 Monachium       | Ogólnie            | Ogólnie            | 112   | 51     | 11           | 12           | 15     | 7      | 0           | 0           | 138   | 70     |
| Hansa Rostock            | 2003/2004          | Bundesliga         | 33    | 20     | 2            | 0            | –      | –      | –           | –           | 35    | 20     |
| Hansa Rostock            | Ogólnie            | Ogólnie            | 33    | 20     | 2            | 0            | 0      | 0      | 0           | 0           | 35    | 20     |
| Ogólnie w karierze       | Ogólnie w karierze | Ogólnie w karierze | 396   | 126    | 28           | 16           | 33     | 11     | 1           | 0           | 458   | 153    |

## Kariera reprezentacyjna
W reprezentacji Niemiec Max zadebiutował 17 kwietnia 2002 roku w przegranym 1:0 meczu przeciwko Argentynie, kiedy to na boisku pojawił się w 84 minucie. Jak się później okazało było to jedyne spotkanie Niemca w drużynie narodowej.